# 市原市立辰巳台西小学校
市原市立辰巳台西小学校（いちはらしりつ たつみだいにししょうがっこう）は、千葉県市原市辰巳台西にある公立小学校。文部科学省学校コードはB112210004360、旧学校調査番号は121504。通称は西小（にししょう）。

## 概要
市原市辰巳台地区の辰巳台西に位置する。団地建設に伴う新設校。

## 沿革

### 概歴
1961年（昭和36年）に辰巳台団地の開発によって市原町立菊間小学校から分離して市原町立辰巳台小学校として開校した。1963年（昭和38年）には市原市の発足に伴い市原市立辰巳台小学校と改称。1966年（昭和41年）に、児童数増加によって市原市立辰巳台東小学校を分離すると同時に市原市立辰巳台西小学校に改称した。

### 年表
- 1961年 - 市原町立辰巳台小学校として開校[3]。
- 1963年 - 市原市制の施行に伴い市原市立辰巳台小学校に改称[3]。
- 1966年 - 児童数急増を受け東西2校に分離、本校を現校名の市原市立辰巳台西小学校に改称[3]。
- 1977年 - 増築校舎1,248㎡建設[3]。
- 2007年 - 創立当初の校舎及び渡り廊下建て替え[3]。
- 2011年 - 創立50周年[3]。
- 2012年 - 千葉県教育委員会より教育功労賞を受賞[3]。

## 施設

### 敷地
敷地の詳細は以下の通りである。
- 所在地：〒290-0004　千葉県市原市辰巳台西4丁目16番地
- 所有者：市原市
- 敷地面積：24,948m2
- 用途地域：第一種中高層住居専用地域
- 指定建蔽率：60%
- 指定容積率：200%
- 取得価格：1,092,351,679円

### 建物
敷地内の建物は以下の通りである。新校舎は1学年3教室・多目的スペース・資料室・トイレを1つのユニットとして合計6ユニットを配置している。教室は廊下側の固定壁がなく、開放できるような設計となっている。
| 棟番号 | 棟名称         | 構造 | 階数        | 延床面積   | 建築年 | 耐震情報   | 備考     |
| ------ | -------------- | ---- | ----------- | ---------- | ------ | ---------- | -------- |
| 001    | 校舎-2         | RC造 | 地上3階建て | 4,110.00m2 | 2007年 | 新耐震     |          |
| 002    | 校舎-1         | RC造 | 地上2階建て | 1,248.00m2 | 1972年 | 耐震工事済 | IS値0.78 |
| 003    | 体育館         | RC造 | 地上2階建て | 1,024.00m2 | 1973年 | 耐震工事済 | IS値0.93 |
| 004    | 脱衣室・更衣室 | 木造 | 地上1階建て | 67.00m2    | 1970年 | -          |          |
| 005    | 倉庫・物置     | 木造 | 地上1階建て | 54.00m2    | 1965年 | -          |          |
| 006    | 校舎-2         | S造  | 地上2階建て | 36.00m2    | 2007年 | -          |          |
| 007    | 倉庫・物置     | S造  | 地上1階建て | 28.00m2    | 1995年 | -          |          |
| 008    | 倉庫・物置     | S造  | 地上1階建て | 21.00m2    | 1991年 | -          |          |
| 009    | 倉庫・物置     | 木造 | 地上1階建て | 12.00m2    | 1986年 | -          |          |
| 010    | 便所           | RC造 | 地上1階建て | 5.00m2     | 1999年 | 新耐震     |          |
| 011    | 倉庫・物置     | S造  | 地上1階建て | 4.00m2     | 1977年 |            |          |

## 規模
2022年4月現在の児童数は290名。

## 通学区域
以下の町丁字とその範囲を通学区域として指定している。
- 辰巳台東2丁目の一部
- 辰巳台西1・3 - 5丁目
- 菊間の一部
- 大厩の一部

## 通学区域内施設
- 市原マリア・インマクラダ幼稚園
- 市原辰巳台西郵便局
- 辰巳会館（廃止）
- 辰巳ショッピングセンター（廃止）

## 中学校区
- 市原市立辰巳台中学校

## 隣接小学校区
- 市原市立辰巳台東小学校
- 市原市立菊間小学校
- 市原市立白幡小学校